# Wohlfahrtsstaat
Als Wohlfahrtsstaat wird in der Politikwissenschaft ein Staat bezeichnet, der als ein wesentliches Staatsziel die Wohlfahrt, also alle Maßnahmen zur Steigerung des sozialen, materiellen und kulturellen Wohlergehens seiner Bürger, besitzt.
Im internationalen Sprachgebrauch und in der Wissenschaft wird Wohlfahrtsstaat als Oberbegriff für alle mehr oder weniger umfangreichen Modelle benutzt. Im deutschen Sprachraum werden die Begriffe Wohlfahrtsstaat und Sozialstaat teilweise synonym verwendet. Teilweise wird der Wohlfahrtsstaat aber auch in polemischer Absicht mit dem Begriff des Versorgungsstaats identifiziert, und dem Sozialstaat gegenübergestellt, der nur das Ziel hat, dem Menschen in (insbesondere unverschuldeten) Notlagen, denen er aus eigener Kraft nicht mehr gewachsen ist, zur Seite zu stehen und diesen durch langfristig angelegte Maßnahmen vorzubeugen (→ Subsidiarität).
Es gab eine weit verbreitete Ablösung des Wohlfahrtsstaates durch den schlanken Staat.

## Begriff

### Überblick
Im deutschen Sprachgebrauch werden Sozialstaat und Wohlfahrtsstaat häufig synonym verwendet. Daneben wird Sozialstaat im Sinne eines „schlankeren“, auf Kernfunktionen der sozialen Sicherung, wie z. B. die Sozialversicherungen, beschränkter Staat verstanden, während der Wohlfahrtsstaat mit umfassender Versorgung und starker staatlicher Reglementierung in Verbindung gebracht wird.
„Wohlfahrtsstaat“ wird auch als Abgrenzung des Modells der Sozialen Marktwirtschaft vom Skandinavischen Modell verwendet, welches seinerseits als „Versorgungsstaat“ bezeichnet wird. Im internationalen Sprachgebrauch gibt es keine Entsprechung zum Wort Sozialstaat. Im Niederländischen ist verzorgingsstaat ein Synonym für „Sozialstaat“; die Begriffsgeschichte ist eng verknüpft mit dem Namen Willem Drees.
International ist eine konzeptionelle Abgrenzung zwischen Wohlfahrtsstaat und Sozialpolitik üblich. Sozialpolitik im Sinne eines Eingriffs in die Lebensverhältnisse der Bevölkerung hat es schon in früheren geschichtlichen Phasen gegeben (als eine frühe Form gilt die in England im 16. Jahrhundert beginnende Armengesetzgebung). Als staatliche Aufgabe wird Sozialpolitik erst seit dem 19. Jahrhundert angesehen. Von einem Wohlfahrtsstaat wird in der Wissenschaft dann gesprochen, wenn Sozialpolitik nicht mehr allein auf bedürftige Gruppen ausgerichtet ist, sondern auf die Bevölkerungsmehrheit. Die meisten Staaten entwickelten sich zwischen den 1920er und 1960er Jahren zu Wohlfahrtsstaaten.

### Wohlfahrtsstaat als Kampfbegriff
Der Begriff Wohlfahrt ist sehr viel älter als der Begriff Wohlfahrtsstaat. Im neuzeitlichen aufgeklärten Absolutismus hatte der König oder Fürst eine unbeschränkte Machtposition, die er in seinem Selbstverständnis nur in dem zur „Wohlfahrt“ der Untertanen nötigen Umfang nutzen wollte. Der Inhalt der „Wohlfahrt“ oder „guten Polizey“, die eine Begrenzung der legitimen Machtausübung des Herrschers bildete, wurde von der Obrigkeit nach eigenem Ermessen definiert. Man spricht hier auch vom „Wohlfahrtsabsolutismus“. Soweit im Zusammenhang mit dem fürstlichen Absolutismus der Begriff Wohlfahrtsstaat verwendet wird, erfolgt dies zumeist im Zusammenhang mit Attributen wie „absolutistisch“, „merkantilistisch“ oder „vormodern“. Der Begriff Wohlfahrtsstaat bleibt in der Regel dem „modernen“ Wohlfahrtsstaat vorbehalten, der sich im 19. Jahrhundert im Zuge der sozioökonomischen Umwälzungen durch die Industrialisierung, die Herausbildung von Nationalstaaten und Demokratisierung bildete. Während allerdings der entsprechende englische Begriff welfare state deskriptiv-neutral ist, wird der Begriff Wohlfahrtsstaat in Deutschland als Kampfbegriff mit pejorativem Beiklang benutzt. Ob und inwiefern die negative Konnotation auf die klassisch-liberale Kritik Kants und anderer am „Wohlfahrtsabsolutismus“ zurückgeführt werden kann, kann dahinstehen. Jedenfalls wird der Begriff Wohlfahrtsstaat im Deutschen oft als Übertreibung oder Auswucherung verstanden, dem der Sozialstaat als vernünftiger Staatstyp gegenübergestellt wird.
Im wissenschaftlichen soziologischen Sprachgebrauch wird Wohlfahrtsstaat entsprechend dem internationalen Sprachgebrauch deskriptiv-neutral verwendet.

## Entstehung
Im Allgemeinen unterscheidet man drei Ansätze zur Erklärung des Wohlfahrtsstaates: einen funktionalistischen, einen konflikttheoretischen und einen institutionalistischen, die sich nicht widersprechen, sondern gut ergänzen.
Der Entwicklung zum Wohlfahrtsstaat liegen zunächst die gesellschaftlichen Umwälzungen im Zeitalter der Industrialisierung zugrunde. Mit Durchsetzung der industriellen Produktionsweise sah sich die Bevölkerungsgruppe der Arbeiter neuen Risiken wie Invalidität (durch Arbeitsunfall) und Arbeitslosigkeit ausgesetzt. Andere Risiken wie Krankheit und Alter waren nicht neu, die überkommenen Hilfssysteme wie beispielsweise die Großfamilie verloren jedoch durch erforderliche örtliche Mobilität an Bedeutung oder wurden wie im Falle des Zunftwesens im 19. Jahrhundert abgeschafft. Der funktionalistische Ansatz hebt hervor, dass diese Risiken durch die wirtschaftlichen Wachstumsraten des industriellen Kapitalismus gemildert werden konnten. Der steigende Anteil der unselbstständig Beschäftigten ist hier die entscheidende Variable, die den Ausbau der Sozialleistungen erklärt.
Kritiker dieses Ansatzes weisen darauf hin, dass die Höhe der Sozialleistungen noch wenig über deren Verteilung aussagt. Als weitere wichtige Voraussetzung des Wohlfahrtsstaates gilt das Entstehen von Gewerkschaften und sozialistischen Parteien, von denen eine Bedrohung für die öffentliche Ordnung ausging. Darum galt es, soziale Konflikte mit der aufstrebenden Arbeiterschaft zu befrieden. Eine zusätzliche kulturelle Voraussetzung war die Veränderung der sozialen Deutungsmuster. Aus der Aufklärung stammte die Idee, dass die Lebensverhältnisse weder gottgegeben noch naturgesetzlich unveränderlich sind. Im 19. Jahrhundert setzte sich im Zuge der Verteilungskonflikte allmählich die Vorstellung durch, dass der Staat das geeignete Instrumentarium zur Bewältigung komplexer kollektiver Aufgaben sei.
Der institutionentheoretische Ansatz stellt die Mechanismen der politischen und administrativen Problemlösung in den Vordergrund, deren Pfadabhängigkeit gerade im internationalen Vergleich deutlich wird. Die Grundstruktur des deutschen Wohlfahrtsstaates wurde mit Einführung der bedeutendsten Sozialversicherungen (Rentenversicherung, Krankenversicherung und Unfallversicherung) gegen Ende des 19. Jahrhunderts im Rahmen der Bismarckschen Sozialreformen gelegt. Zu Anfang wurde nur die Fabrikarbeiterschaft von den Sozialversicherungen erfasst. Weitere schutzbedürftige Bevölkerungsteile wie Landbevölkerung, Angestellte und gewerbliche Arbeiter wurden erst nach und nach erfasst. Erst seit Ende der 1960er Jahre kann von einem voll entwickelten Wohlfahrtsstaat gesprochen werden.
Einen wichtigen Beitrag zur Gestaltung des Wohlfahrtsstaates leisteten die christlichen (evangelischen wie katholischen) Soziallehren.

## Klassifizierung der Wohlfahrtsstaaten
Im Anschluss an Esping-Andersen werden drei verschiedene Grundtypen unterschieden:
Der liberale Wohlfahrtsstaatstyp ist durch einen hohen Anteil solcher staatlicher Leistungen geprägt, für die eine Bedürftigkeitsprüfung Voraussetzung ist. Universale und Sozialversicherungsleistungen haben daneben eine geringere Bedeutung. Die Umverteilung von Vermögen fällt gering aus. Beispiele für liberale Wohlfahrtsstaaten sind z. B. die USA (→ Sozialversicherung (Vereinigte Staaten)), Kanada und Australien.
Der konservative Wohlfahrtsstaatstyp ist auf eine viel stärkere Gewährung von sozialer Sicherheit bei Aufrechterhaltung von Statusunterschieden ausgerichtet. Die Christliche Soziallehre übt in diesen Ländern einen großen Einfluss aus, daher wird eine Verpflichtung zum Erhalt traditioneller Familienformen und des Subsidiaritätsprinzips gesehen. Anders als beim liberalen Modell ist die Bedeutung privater Absicherung marginal. Aber auch die Umverteilungswirkung ist eher gering. Der konservative Wohlfahrtsstaat ist durch korporatistische, etatistische und paternalistische Strukturen geprägt. Beispiele für konservative Wohlfahrtsstaaten sind z. B. Deutschland (→ Sozialversicherung (Deutschland)), Österreich (→ Sozialversicherung (Österreich)) und Frankreich.
Im sozialdemokratischen Wohlfahrtsstaatstyp ist Universalität das oberste Gestaltungsprinzip. Soziale Sicherheit wird hier also der gesamten Wohnbevölkerung gewährt. Auch besteht ein hoher Dekommodifizierungsgrad, es ist also in hohem Maße ein marktunabhängiges (insbesondere arbeitsmarktunabhängiges) Leben möglich, ebenso ist das Modell auf Unabhängigkeit von familiärer Unterstützung ausgelegt. In diesem Modell besteht eine höhere Umverteilungswirkung als in den beiden anderen Modellen. Beispiele für sozialdemokratische Wohlfahrtsstaaten sind z. B. Dänemark, Schweden (→ Schwedischer Wohlfahrtsstaat), Norwegen.
In Anlehnung an Leibfried wird bisweilen auch als vierter Wohlfahrtsstaatstyp der rudimentäre Wohlfahrtsstaatstyp benannt. Es handelt sich hierbei um ärmere, weniger industrialisierte Länder mit geringerem Durchschnittseinkommen, wie z. B. Spanien, Portugal und Griechenland. Hier ist das System Sozialer Sicherheit nur teilweise entwickelt und es besteht kein Anspruch auf Wohlfahrt. In diesen Ländern hat nicht-staatliche Unterstützung durch die Familie oder die Kirchengemeinde noch eine wichtige soziale Funktion.
Zuletzt wird auch der postsozialistische Wohlfahrtsstaat als eigener, allerdings sehr heterogener Typus diskutiert, der in den transformatorischen politischen Systemen Osteuropas vorherrscht (z. B. Polen). Charakteristisch für postsozialistische Staaten ist die Kombination liberaler, konservativer und sozialdemokratischer Elemente, ohne dass ein bestimmtes Grundprinzip der ersten drei Modelle dominiert.

## Vergleichende Analyse sozialpolitischer Maßnahmen
In der Politikwissenschaft wird der Terminus Wohlfahrtsstaat zum Teil abweichend verwendet und gilt als vorwiegend empirische Kategorie zur vergleichenden Analyse der Aktivitäten moderner Staaten.
Teilweise Überschneidungen ergeben sich zwischen Esping-Andersen und einer weiteren klassischen Typologisierung von Wohlfahrtsstaaten, nämlich der Aufteilung in verschiedene Finanzierungsarten. Hierbei unterscheidet die Forschung
- Beveridge-Systeme – sie sind durch eine starke Steuerfinanzierung gekennzeichnet, und
- Bismarck-Systeme andererseits, in denen Sozialversicherungssysteme einen hohen Stellenwert haben.

Esping-Andersens liberale und sozialdemokratische Typen lassen sich beide tendenziell den Beveridge-Systemen zuordnen, auch wenn sie unterschiedliche Enden der Dekommodifizierungsskala repräsentieren. Das deutsche konservative System dagegen gilt als Modellfall des versicherungszentrierten Bismarck-Modells.
Im deutschsprachigen Bereich leistete die „Heidelberger Schule“ der Politikwissenschaft um zunächst Klaus von Beyme und später Manfred G. Schmidt einen wesentlichen Anteil zur Erklärung wohlfahrtsstaatlicher Phänomene. Manfred G. Schmidt gelang es hierbei, verschiedene Determinanten wohlfahrtsstaatlicher Politik zu identifizieren. Die Sozialleistungsquote eines Landes ist demnach, unter anderem, umso höher, je geringer sozioökonomische Probleme ausfallen; je stärker Gewerkschaften an der sozialpolitischen Entscheidungsfindung beteiligt sind; je weniger Veto-Spieler an der Entscheidungsfindung beteiligt sind und je eher sozialdemokratische oder konservative Regierungen an der Macht sind.
Eine weitere Analyseebene fügt die feministische Theorie hinzu. Sie richtet, mit Untersuchungen von Lewis, Ostner und Pfau-Effinger, den Blick darauf, inwieweit Wohlfahrtstaatsregime Geschlechterarrangements reproduzieren, verschärfen oder verringern und welcher Art diese Arrangements sind. Als ein Kriterium wurde hier z. B. von Lewis und Ostner die Nähe bzw. Ferne zum männlichen Ernährermodell („male breadwinner model“) vorgeschlagen. Später wurde für derartige Zusammenhänge der Begriff Genderregime geprägt.
Franz-Xaver Kaufmann geht der Frage nach, ob die Liberalisierung des Wirtschaftsverkehrs in der EU zu einem sinkenden Schutzniveau durch den Wohlfahrtsstaat geführt hat oder führen werde und zeigt, dass die europäische Integration in vielfacher Hinsicht Fortschritte auch in Deutschland gebracht hat, z. B. in Bezug auf die Gleichberechtigung der Geschlechter oder beim Arbeits- und Gesundheitsschutz. Deutlich sei jedoch eine relative Stagnation der Sozialleistungsquote seit 1990 in Deutschland und u. a. in Schweden. Auch halte sich die EU sowohl bei der Angleichung der Sozialversicherungssysteme als auch in allen Fragen der interpersonellen Einkommensverteilung sehr zurück. Da es auf nationaler Ebene keine umstritteneren Fragen als die Verteilungspolitik gebe, rechnet Kaufmann nicht mit einer weiteren Harmonisierung auf EU-Ebene, selbst wenn das Einstimmigkeitsprinzip entfällt. Das gelte auch trotz Öffnung der Dienstleistungsmärkte für eine Harmonisierung der stark lokal gebundenen personenbezogenen Sozialdienstleistungen. Bezogen auf die Finanzierbarkeit der Sozialleistungen sieht Kaufmann in einer (im Vergleich mit den nordischen Ländern) mäßigen Beschäftigungsquote in Deutschland und u. a. in Frankreich ein langfristiges Problem.

## Theoretiker und Praktiker des Wohlfahrtsstaates
- William Beveridge (1879–1963)
- Aneurin Bevan (1897–1960)
- Eduard Heimann (1889–1967)
- Jens Otto Krag (1914–1978)
- Gunnar Myrdal (1898–1987)
- Richard Morris Titmuss (1907–1973)

## Akzeptanz des Wohlfahrtsstaates
Als übergreifendes Ergebnis aller Untersuchungen zur Akzeptanz wohlfahrtsstaatlicher Institutionen und Programme ist eine hohe Zustimmung zu Systemen der sozialen Sicherung und sozialpolitischen Zielen festzustellen. Dieser Befund gilt für alle entwickelten Wohlfahrtsstaaten und über einen mittlerweile recht langen Zeitraum seit Beginn der Akzeptanzforschung. Dabei ist nach Ansicht des Soziologen Carsten G. Ullrich bei der Akzeptanz des Wohlfahrtsstaates in der Bundesrepublik Deutschland zwischen der eher geringen Akzeptanz des bestehenden wohlfahrtsstaatlichen Arrangements und der hohen Akzeptanz der Wohlfahrtsstaatlichkeit an sich zu unterscheiden.

## Probleme des Wohlfahrtsstaates
Bei der Beurteilung des Wohlfahrtsstaates als soziale Ordnung verlief die Diskussion lange Zeit zwischen Soziologen, die auf positive soziale Folgen verwiesen, und Ökonomen, die die Belastungen für die Wirtschaft kritisierten. Heute ist die Frage, welche Form und welcher Umfang sozialer Sicherung notwendig und wünschenswert ist, auch unter Soziologen zunehmend umstritten. Neben den Kosten für die wohlfahrtsstaatliche Absicherung gibt es vier Bereiche von Unzulänglichkeiten, die Zweifel an Effektivität und Nützlichkeit sozialpolitischer Programme aufkommen lassen können:
1. Gewisse alte, ungelöste Problemlagen wie z. B. die relative Armut bestimmter Bevölkerungsgruppen oder wachsende Ungleichheitsrelationen. Inwieweit dies als Versagen angesehen werden kann hängt natürlich vom politischen Standpunkt des Betrachters ab. So wird man liberalen oder konservativen Wohlfahrtsstaaten weiterbestehende Ungleichheit nur bedingt als Versagen vorhalten können.
2. Der Vorwurf, der Wohlfahrtsstaat verfestige bestehende Problemlagen wie die Ungleichheit zwischen den Geschlechtern. Der Vorwurf ist allerdings nur schwer überprüfbar.
3. Der Wohlfahrtsstaat erzeuge neuartige Probleme, als Beispiel wird der Generationenkonflikt gesehen.
4. Der Wohlfahrtsstaat erzeuge Ansprüche, auf die er nicht angemessen reagieren könne, wenn wie im deutschen Modell an gesetzlichen „Normalitätsfiktionen“ wie Einverdienerhaushalt und kontinuierlicher Berufstätigkeit festgehalten werde.

Schließlich muss der Wohlfahrtsstaat auch auf veränderte Präferenzen in der Gesellschaft reagieren. So vertragen sich paternalistische Zwangsstrukturen nicht mit dem Bedürfnis nach Selbstbestimmung und individueller Entscheidungsfreiheit, die Solidaritätsbereitschaft sucht sich neue „zeitgemäßere Objekte“ (z. B. Alleinerziehende), während die Alleinverdienerehe an Solidarakzeptanz verliere.
Zwar ist kaum damit zu rechnen, dass sich größere Teile der Bevölkerung vom Wohlfahrtsstaat oder gar dem Prinzip der Wohlfahrtsstaatlichkeit abwenden werden, dennoch kann man davon ausgehen, dass die aktuelle gesetzliche Ausgestaltung des deutschen Wohlfahrtsstaates zunehmend in Frage gestellt wird. Der Wohlfahrtsstaat kann in drei grundlegenden Formen auf diese Herausforderungen reagieren, durch einen Abbau, einen Ausbau oder einen Umbau des Systems der sozialen Sicherung. Nach Carsten G. Ullrich ist davon auszugehen, dass es eine Parallelität von Abbau, Ausbau und Umbau geben wird, an deren Ende aber nicht nur irgendeine, sondern eine umfassendere Form von Wohlfahrtsstaatlichkeit erhalten bleibt.
Nach Michael Bommes errichtet der Wohlfahrtsstaat eine „Ungleichheitsschwelle“ gegenüber Zuwanderern. Der Versuch, die Ungleichheitsschwelle zu erhalten, trage paradoxerweise zugleich zum Anwachsen illegaler Migration bei.

## Rezeption

### Liberale Kritik
In der neoliberalen Kritik wird der Wohlfahrtsstaat vor allem als individuelle Bevormundung sowie Einschränkung von Eigeninitiative und Verantwortung dargestellt. Beispielsweise führte Ludwig Erhard dazu aus, dass „nichts unsozialer als der Wohlfahrtsstaat ist, der die menschliche Verantwortung erschlaffen und die individuelle Leistung absinken läßt.“ Erhards Entwurf einer Sozialen Marktwirtschaft war die Utopie einer entproletarisierten Gesellschaft von Eigentumsbürgern ohne Sozialversicherungen. Wilhelm Röpke betrachtet den Wohlfahrtsstaat als eine Fortsetzung des Sozialismus mit anderen Mitteln.
Friedrich August von Hayek schrieb: „Wenn die Regierung nicht bloß die Erreichung gewisser Standards für die Einzelnen erleichtern will, sondern sichern will, daß jedermann sie erreicht, kann sie das nur, indem sie den Einzelnen darin jedweder Wahl beraubt. So wird der Wohlfahrtsstaat zu einem Haushaltsstaat, in dem eine paternalistische Gewalt über den Großteil des Einkommens der Gemeinschaft verfügt und es den Einzelnen in der Form und der Menge zuweist, die sie ihrer Ansicht nach brauchen oder Verdienen.“
Laut Thomas Straubhaar führt „die Entwicklung von Wohlfahrtsstaaten von einer subsidiären Praktik der helfenden Hand über eine konservative Obhut der schützenden Hand hin zur zulangenden Taktik der umverteilenden Hand dazu, dass die unsichtbare Hand des Marktes die Wohlfahrt nicht mehr erwirtschaften kann, die in den Sozialbudgets schon dauerhaft verbürgt und verplant ist.“
Der US-amerikanische Politologe Paul Pierson versucht in seiner Forschung, Determinanten wohlfahrtsstaatlicher Politik zu identifizieren. Seine These entfaltet er dabei vor dem Hintergrund des so genannten blame-avoidance-Phänomens: Politische Parteien vermeiden es demnach um der Wiederwahl willen, die politische Schuld für wirtschaftliche und gesellschaftliche Probleme zugeschrieben zu bekommen. Dieses Handlungsmuster greift, so Piersons Theorie, auch bei wohlfahrtsstaatlicher Politik: Sie sei pure Klientelpolitik und werde stets auf die prototypische Wählerklientel der an der Macht befindlichen Parteien ausgerichtet.

### Linke Kritik
Marxisten und Kommunisten kritisierten am Wohlfahrtsstaat, dass seine sozialpolitischen Maßnahmen lediglich kompensatorischer Natur seien und die ungerechten, auf dem Kapitalismus beruhenden gesellschaftlichen Machtverhältnisse konservieren würden. Während der reformistische Teil der Sozialisten den weiteren Ausbau des Wohlfahrtsstaates als einen Weg zum Erreichen des Sozialismus sah, hielt der andere Teil dagegen, dass dies nur durch Klassenkampf möglich sei.
Laut dem Politikwissenschaftler Claus Offe würde im keynesianistischen Wohlfahrtsstaat der Staat immer mehr ökonomische Verantwortung übernehmen. Auf diese Weise werde der Staat selbst immer mehr Teil des Konflikts widerstreitender Klasseninteressen, deren Ausgleich ihn langfristig überfordere.
André Gorz schreibt in seinem Werk Kritik der ökonomischen Vernunft, dass „es nur Ausdruck einer schwachsinnigen Ideologie [ist], wenn man den Wohlfahrtsstaat im Namen des Wirtschaftsliberalismus an den Pranger stellt. Der Wohlfahrtsstaat hat keineswegs die Gesellschaft erstickt und die spontane Entfaltung der ökonomischen Rationalität gefesselt; er ist vielmehr aus ihrer Entfaltung selbst entstanden: als Ersatz für die gesellschaftlichen und familiären Solidarbeziehungen, die die Ausweitungen der Warenbeziehung zerstört hatte – und als notwendiger Rahmen, um die Marktwirtschaft daran zu hindern, im kollektiven Desaster zu enden.“ Gorz schreibt auch, dass es wahr ist, „dass der Wohlfahrtsstaat selbst niemals gesellschaftsschöpferisch war noch sein wird; aber der Markt ist dies ebenso wenig.“
Gorz kritisiert das Unmündigmachen, die Bevormundung des Bürgers durch den Wohlfahrtsstaat. Es geht Gorz jedoch „nicht darum, den Wohlfahrtsstaat zu schleifen, sondern ihn in dem Maße, wie die ökonomisch zweckbestimmte Arbeitszeit abnimmt, um gewisse Aufgaben zu entlasten, die derzeit – von den Kosten einmal abgesehen – von einer bedrückenden fürsorglichen Kontrolle der Wohlfahrtsempfänger durch die Wohlfahrtsbürokratie begleitet werden.“

### Positive Rezeption
Der Ökonom und ehemalige Bundeskanzler Helmut Schmidt sieht im „weit ausgefächerten Wohlfahrtsstaat, den sich fast alle westeuropäischen Nationen von Sizilien bis zum Nordkap in ziemlich ähnlicher Weise geschaffen haben, als die bisher letzte große kulturelle Errungenschaft der Europäer“ und einen „unverzichtbaren Bestandteil der den Staaten der Europäischen Union gemeinsamen politischen Kultur“.